# خط طول 113° غرب
خط الطول 113° غرب هو خط طول جغرافي يمتد من القطب الشمالي عبر المحيط المتجمد الشمالي وأمريكا الشمالية والمحيط الهادئ والمحيط الجنوبي والقارة القطبية الجنوبية حتى القطب الجنوبي.
يشكل خط الطول 113° غرب دائرة عظمى مع خط طول 67° شرق.

## من القطب إلى القطب
يبدأ من القطب الشمالي ويتجه جنوبًا إلى القطب الجنوبي، ويمر خط الطول 113° غرب عبر:
| الإحداثيات                           | البلد أو الإقليم أو البحر | ملاحظات |
| ------------------------------------ | ------------------------- | --- |
| 90°0′N 113°0′W / 90.000°N 113.000°W  | المحيط المتجمد الشمالي    | |
| 78°26′N 113°0′W / 78.433°N 113.000°W | كندا                      | الأقاليم الشمالية الغربية — Borden Island |
| 78°17′N 113°0′W / 78.283°N 113.000°W | Wilkins Strait            | |
| 77°54′N 113°0′W / 77.900°N 113.000°W | كندا                      | الأقاليم الشمالية الغربية — Mackenzie King Island |
| 77°31′N 113°0′W / 77.517°N 113.000°W | Unnamed waterbody         | |
| 76°16′N 113°0′W / 76.267°N 113.000°W | كندا                      | الأقاليم الشمالية الغربية — جزيرة ميلفيل |
| 75°5′N 113°0′W / 75.083°N 113.000°W  | Liddon Gulf               | |
| 74°58′N 113°0′W / 74.967°N 113.000°W | كندا                      | الأقاليم الشمالية الغربية — جزيرة ميلفيل |
| 74°24′N 113°0′W / 74.400°N 113.000°W | Parry Channel             | شعبة فيكونت ملفيل ساوند [لغات أخرى]‏ |
| 73°0′N 113°0′W / 73.000°N 113.000°W  | كندا                      | الأقاليم الشمالية الغربية — جزيرة فيكتوريا |
| 70°35′N 113°0′W / 70.583°N 113.000°W | Prince Albert Sound       | |
| 70°19′N 113°0′W / 70.317°N 113.000°W | كندا                      | الأقاليم الشمالية الغربية — Linaluk Island and جزيرة فيكتوريا نونافوت — from 70°0′N 113°0′W / 70.000°N 113.000°W on جزيرة فيكتوريا                                                                        |
| 68°29′N 113°0′W / 68.483°N 113.000°W | خليج كورونيشن             | |
| 67°57′N 113°0′W / 67.950°N 113.000°W | كندا                      | نونافوت — Lawford Islands |
| 67°55′N 113°0′W / 67.917°N 113.000°W | خليج كورونيشن             | |
| 67°40′N 113°0′W / 67.667°N 113.000°W | كندا                      | نونافوت الأقاليم الشمالية الغربية — from 65°39′N 113°0′W / 65.650°N 113.000°W, passing through the بحيرة جريت سليف ألبرتا — from 60°0′N 113°0′W / 60.000°N 113.000°W                                      |
| 49°0′N 113°0′W / 49.000°N 113.000°W  | الولايات المتحدة          | مونتانا أيداهو — from 44°26′N 113°0′W / 44.433°N 113.000°W يوتا — from 42°0′N 113°0′W / 42.000°N 113.000°W, passing through the البحيرة المالحة الكبرى أريزونا — from 37°0′N 113°0′W / 37.000°N 113.000°W |
| 31°56′N 113°0′W / 31.933°N 113.000°W | المكسيك                   | ولاية سونورا |
| 30°33′N 113°0′W / 30.550°N 113.000°W | خليج كاليفورنيا           | |
| 28°27′N 113°0′W / 28.450°N 113.000°W | المكسيك                   | ولاية باها كاليفورنيا ولاية باها كاليفورنيا سور — from 28°0′N 113°0′W / 28.000°N 113.000°W |
| 26°33′N 113°0′W / 26.550°N 113.000°W | المحيط الهادئ             | |
| 60°0′S 113°0′W / 60.000°S 113.000°W  | المحيط الجنوبي            | |
| 74°9′S 113°0′W / 74.150°S 113.000°W  | القارة القطبية الجنوبية   | المطالب الإقليمية بالقارة القطبية الجنوبية |